# Campionato mondiale maschile di pallamano 1995
Il campionato mondiale maschile di pallamano 1995 si è svolto dal 7 al 21 maggio 1995 in Islanda, nelle città di Reykjavík, Hafnarfjörður, Akureyri e Kópavogur.
Il torneo è stato vinto per la prima volta dalla nazionale francese.

## Nazionali partecipanti
- Islanda (Paese ospitante)
- Russia
- Francia
- Svezia
- Svizzera
- Spagna
- Germania
- Rep. Ceca
- Danimarca
- Corea del Sud
- Kuwait
- Giappone
- Croazia
- Ungheria
- Bielorussia
- Slovenia
- Cuba
- Brasile
- Stati Uniti
- Tunisia
- Algeria
- Egitto
- Marocco
- Romania

## Podio
| Pos. | Squadra |
| ---- | ------- |
| 1°   | Francia |
| 2°   | Croazia |
| 3°   | Svezia  |